# Jean-Claude Delamétherie
Jean-Claude Delamétherie (ou de La Métherie ou de Lamétherie) est un naturaliste, un minéralogiste, un géologue et un paléontologue français, né le 4 septembre 1743 à La Clayette (Saône-et-Loire) et mort le 1er juillet 1817 à Paris.

## Biographie
La famille de La Métherie a un rôle important dans la  région clayettoise : au xvııe siècle Philibert de la Méthaireie est maître chirurgien à Paray-le-Monial. Le grand-père de Jean-Claude, Pierre, est docteur en médecine. son père, François, est également docteur en médecine. Il a 8 enfants dont Antoine de La Métherie, député du Tiers-État à l'Assemblée constituante puis au Corps législatif, Jean-Baptiste, avocat au parlement, maire de la Clayette, et Jean-Claude.
Il commence à pratiquer la médecine en 1780. Il étudie la physiologie végétale et l’air.
Favorable à la Révolution, il avait attaqué Condorcet et s’oppose aux Jacobins. La Terreur l’oblige à quitter Paris et il ne peut reprendre la publication du Journal de physique qu’en 1797. La mort de Louis Jean-Marie Daubenton lui donne l’espoir de le remplacer au Collège de France (1812), mais Georges Cuvier lui est préféré. Cuvier ne pouvant assurer toute sa charge, il lui cède l'enseignement de la géologie et de la minéralogie afin de l'honorer, ainsi que le tiers, puis les deux tiers, des revenus qui y sont rattachés.
Delamétherie est l’un des premiers pédagogues de la géologie à faire des leçons sur le terrain.

## Œuvres et publications
Delamétherie est l’éditeur du Journal de physique, de chimie, d'histoire naturelle et des arts à partir de 1785.
- Principes de la philosophie naturelle, 1re édition, 1777, 2e édition, 1787, 2 tomes
- Vues physiologiques sur l’organisation végétale (1780)
- Considérations sur les êtres organisés. Tome premier, Paris, Imprimerie de H. L. Perronneau ; Courcier, Libraire, 1804 (lire en ligne)
- Considérations sur les êtres organisés. Tome second, Paris, Imprimerie de H. L. Perronneau ; Courcier, Libraire, 1804 (lire en ligne)
- De la nature des êtres existans, 1805, 1 tome, édition abrégé des Principes de la philosophie naturelle etc.
- Théorie de la Terre, 1re édition, 3 tomes, 1795 ; 2e édition, 5 tomes, 1797.
- Leçons de minéralogie, 2 tomes, 1811
- Leçons de géologie, 3 tomes, Paris, Veuve Courcier, 1816
  - Tome premier [lire en ligne]
  - Tome second [lire en ligne]
  - Tome troisième [lire en ligne]

## Minéralogie
On lui doit la description de plusieurs espèces minérales dont
- aluminilite, synonyme d'alunite
- andalousite (1789)
- arménite (renommée et décrite par Beudant sous le nom d'azurite)
- ceylanite, variété de spinelle
- chrysopale, synonyme de chrysobéryl
- crispite, synonyme de rutile
- crucite, synonyme d'andalousite (1798)
- épsomite (1806)
- hécatolite, synonyme de Pierre de lune (1801)
- héliolite (1801)
- hyacinthine (1797), synonyme de vésuvianite
- magnésite (s'il a inventé le mot, il n'a pas décrit l'espèce)
- montmartrite, synonyme de gypse
- oisanite, synonyme d'anatase
- plomb sulfaté, synonyme d'anglésite
- roubschite, synonyme de magnésite
- staurolite (1792)
- zéolithe nacrée, synonyme de stilbite
- zillerthite, synonyme de actinote